# Santa Lucía (Paz Castillo)
Pour les articles homonymes, voir Santa Lucia.
Sante Lucía est l'unique paroisse civile de la municipalité de Paz Castillo dans l'État de Miranda au Venezuela. Sa capitale est Santa Lucía. En 2011, sa population s'élève à 111 197 habitants.

## Géographie

### Démographie
Hormis sa capitale Santa Lucía, la paroisse civile possède plusieurs localités :
- Agua Amarilla
- Boca de Siquire
- El Manguito
  - El Alto de la Repressa
  - El Carmen
- El Nogal
- El Palmar
- El Placer de Siquire
- El Rosario de Soapire
- La Florida
- La Virginia
- Las Adjuntas
- Los Loros
- Moca
- Santa Lucía
  - El Hormiguero
- San Vicente
- San Vicente
- Santa Rita
  - La Vega
- Urapal